# Wini Shaw
Pour les articles homonymes, voir Shaw.
Winifred Lei Momi, connue sous le nom de scène Wini Shaw, née le 25 février 1907 à San Francisco et morte le 2 mai 1982  à New York, est une actrice américaine.

## Biographie
Troisième fille d'une famille originaire de Hawaï, Wini Shaw débute au cinéma en 1930 avec la Warner Bros..

## Filmographie
- 1934 : Un voyage mouvementé (Cross Country Cruise) d'Edward Buzzell, non créditée
- 1934 : Gift of Gab
- 1934 : What, No Men!, court métrage
- 1934 : I Believed in You, non créditée
- 1934 : Million Dollar Ransom
- 1934 : Sweet Adeline
- 1934 : Three on a Honeymoon de James Tinling
- 1934 : Wake Up and Dream
- 1934 : Wild Gold
- 1935 : Broadway Hostess
- 1935 : The Case of the Curious Bride
- 1935 : Front Page Woman
- 1935 : Gold Diggers of 1935
- 1935 : Gypsy Sweetheart
- 1935 : In Caliente
- 1935 : Page Miss Glory, non créditée
- 1936 : The Case of the Velvet Claws
- 1936 : Fugitive in the Sky
- 1936 : King of the Islands
- 1936 : Romance in the Air
- 1936 : Satan Met a Lady
- 1936 : The Singing Kid
- 1936 : Héros malgré lui (Sons o' Guns)
- 1937 : Melody for Two
- 1937 : Ready, Willing and Able de Ray Enright
- 1937 : September in the Rain, voix
- 1937 : Smart Blonde
- 1938 : Little Me
- 1939 : Rhumba Land